# Obsessions (chanson)
Pour les articles homonymes, voir Obsessions.
Singles de Marina and the Diamonds
I Am Not a Robot
(2009)
Pistes de The Family Jewels
Mowgli's Road
(5) Hollywood
(7)
Obsessions est une chanson de l'auteure-compositrice-interprète britannique Marina and the Diamonds. Elle est sortie le 19 novembre 2008 en tant que premier single de l'artiste, sous la forme d'une double face A avec Mowgli's Road. Elle est présente sur The Family Jewels, le premier album studio de la chanteuse, sorti en 2010.